# Facultad de Ingeniería de la Universidad de Concepción
La Facultad de Ingeniería es una de las 19 facultades de la Universidad de Concepción, y una de las facultades presentes desde la fundación de dicha casa de estudios. Se ubica en la Ciudad Universitaria de Concepción. Actualmente, esta facultad es líder en número de especialidades en Chile, totalizando 13 ramas, cuyos perfiles de egreso promueven la integración de los aprendizajes para el desarrollo de competencias específicas y genéricas.

## Historia
En 1919, se funda la Universidad de Concepción. En dicho periodo, se crea la Escuela de Química Industrial, precedente de la Facultad de Ingeniería, dictando la carrera de Química industrial. Se suma después los títulos de Químico Práctico e Ingeniero Químico. Todas las escuelas se incluyen en la Facultad de Ciencias de entonces.
En 1926 se divide la universidad en cuatro facultades. Una de ellas es la Facultad de Tecnología, donde se encuentra la Escuela de Química Industrial (hoy corresponde al Departamento de Ingeniería Química).
En 1929 se cambia el nombre por el de Escuela de Ingeniería Química Industrial.
En 1956 se crea la carrera de Ingeniería Mecánica.
Desde el año 2014, la facultad se encuentra desarrollando un plan estratégico, en conjunto con la Pontificia Universidad Católica de Valparaíso y la Universidad de Santiago de Chile, denominado Ingeniería 2030.

## Administración

### Autoridades
- Decano: Pablo Catalán Martínez
- Vicedecano: Eduardo Balladares Varela
- Director de Docencia: Claudio Zaror Zaror
- Directora I+D+i+e: Pamela Guevara Alvez
- Directora Vinculación con el Medio: Alejandra Stehr Geshe
- Director IIT UdeC: Nicolás Cárcamo Hormazábal
- Directora de Gestión: Fabiola Becar Mora
- Director de Estrategia: Inti Núñez Ursic
- Directora de Equidad de Género y Diversidad: Rosa Medina Durán
- Directora de Comunicaciones: Carolina Vega Artigues
- Director de Postgrado: Gonzalo Montalva Alvarado
- Secretario Académica: Marcela Zúñiga
- Subdirector Unidad de Docencia: Javier Vidal Valenzuela

### Departamentos
- Departamento de Ingeniería Civil
- Departamento de Ingeniería Industrial
- Departamento de Ingeniería Eléctrica
- Departamento de Ingeniería Informática y Ciencias de la Computación
- Departamento de Ingeniería Mecánica
- Departamento de Ingeniería de Materiales
- Departamento de Ingeniería Metalúrgica
- Departamento de Ingeniería Química

## Programas

### Pregrado
La facultad ofrece 13 especialidades de pregrado en ingeniería civil, y un programa de Primer Año Común, luego del cual pueden acceder a segundo año de estas.

### Postgrado
La facultad ofrece diversos programas de postgrado, entre ellos se encuentran 8 programas de magíster y 5 programs de doctorado, además de diplomados.

## Difusión e investigación
En las dependencias de la facultad se encuentra desde el año 2001 el Laboratorio Custodio Patrón Nacional de Magnitudes Eléctricas (LCPN-ME), encargado de mantener los patrones nacionales eléctricos de Chile, y que ofrece servicios metrológicos relacionados.

### Centros de investigación
- Centro de Óptica y Fotonica (CEFOP)[8]
- Instituto de Investigaciones Tecnológicas (IIT)[9]

## Infraestructura
- Edificio Central de la Facultad de Ingeniería
- Edificio Gustavo Pizarro (Tecnológico Químico)
- Edificio de Ingeniería de Sistemas
- Edificio Tecnológico Mecánico
- Edificio Ingeniería Metalúrgica
- Edificio Termofluidos
- Edificio Ingeniería Civil e Ingeniería Civil Aeroespacial
- Ingeniería de Materiales
- Instituto de Investigaciones Tecnológicas